# آیک نوامو
آیک نوامو (انگلیسی: Ike Nwamu؛ زادهٔ ۳ ژوئن ۱۹۹۳) بازیکن بسکتبال اهل ایالات متحده آمریکا است.
وی در مسابقات کشوری و بین‌المللی در مجموع برندهٔ ۱ مدال نقره شده‌است.